# 井田新町
井田新町（いだしんまち）は、愛知県岡崎市の町名である。丁番を持たない単独町名である。

## 地理
岡崎市のやや北西に位置する。主に住宅地を形成している。9個の番地を持つ。

### 番地
| - 1 - 2 - 3 | - 4 - 5 - 6 | - 7 - 8 - 9 |

## 世帯数と人口
2019年（令和元年）5月1日現在の世帯数と人口は以下の通りである。
| 町丁     | 世帯数  | 人口  |
| -------- | ------- | ----- |
| 井田新町 | 183世帯 | 398人 |

### 人口の変遷
国勢調査による人口の推移
| 1995年（平成7年）  | 153人 | [ 6 ]  |  |
| 2000年（平成12年） | 171人 | [ 7 ]  |  |
| 2005年（平成17年） | 158人 | [ 8 ]  |  |
| 2010年（平成22年） | 329人 | [ 9 ]  |  |
| 2015年（平成27年） | 354人 | [ 10 ] |  |

## 小・中学校の学区
市立小・中学校に通う場合、学区は以下の通りとなる。
| 番・番地等 | 小学校             | 中学校             |
| ---------- | ------------------ | ------------------ |
| 全域       | 岡崎市立広幡小学校 | 岡崎市立城北中学校 |

## 歴史
額田郡井田村の一部を前身とする。

### 沿革
1976年（昭和51年）3月25日 - 岡崎都市計画中部土地区画整理事業により、井田町及び鴨田町の一部が分離され井田新町となった。

## 施設
- 井田公園
  - 井田公園運動場
- マクドナルド248北岡崎店
- KeePer LABO岡崎店

## 交通
道路
- 国道248号
- 愛知県道26号岡崎環状線（竜北メーンロード）
- 愛知県道56号名古屋岡崎線（平針街道）

## その他

### 日本郵便
- 郵便番号 : 444-0069[4]（集配局：岡崎郵便局[12]）。

## 参考資料
- 「角川日本地名大辞典」編纂委員会 編『角川日本地名大辞典 23 愛知県』角川書店、1989年3月8日。ISBN 4-04-001230-5。
- 有限会社平凡社地方資料センター 編『日本歴史地名体系第23巻 愛知県の地名』平凡社、1981年。ISBN 4-582-49023-9。